# Грачниця
Грачниця (словен. Gračnica) — поселення в общині Лашко, Савинський регіон, Словенія. Висота над рівнем моря: 242,8 м. 